# Choragondanahalli, Chiknayakanhalli
Choragondanahalli là một làng thuộc tehsil Chiknayakanhalli, huyện Tumkur, bang Karnataka, Ấn Độ.